# دزد و سگ‌ها
دزد و سگ‌ها (عربی: اللص والکلاب) داستان بلندی از نجیب محفوظ داستان‌نویس مصری است.

## نقد و نظر
مضمون این داستان اگزیستانسیالیستی است که از تکنبک‌های جریان سیال ذهن و سوررئالیسم بهره می‌برد. 
دزد و سگ‌ها را منتقدان دنیای عرب نقطه عطف داستان‌نویسی معاصر عربی نام داده‌اند.
احمد محمود نویسنده معاصر ایرانی: 
 داستانی متوسط که جملاتی حکمت‌آمیز چاشنی اش شده‌است. بی هیچ ساختمانی. تلاش نویسنده این است که داستان را با حادثه پیش ببرد و نهایتاً حکمت آموز باشد. حوادث سست است و حکمتش پیش پا افتاده.